# Caleb Burwell Rowan Kennerly

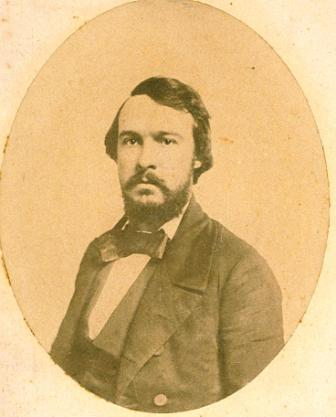
Caleb Kennerly

Caleb Burwell Rowan Kennerly (* 1829 in White Post, Virginia; † 6. Februar 1861 auf See im Pazifik vor Baja California) war ein US-amerikanischer Arzt und Naturforscher. Er nahm an drei von der Regierung finanzierten Expeditionen teil, der Pacific Railroad Survey (1853–1854), der United States Mexican Boundary Survey (1854–1855) und der Northwest Boundary Survey (1857–1861). Diese Forschungsreisen trugen in hohem Maße zur Vergrößerung der naturgeschichtlichen Sammlung der Smithsonian Institution bei, woran Kennerly großen Anteil hatte.

## Biographie
Caleb B. R. Kennerly wurde 1829 als Sohn von Ann Susan Carnegy und Pfarrer Thomas Kennerly in White Post in Virginia im Haus der Familie geboren. Er wuchs auf im Greenway Court, einem Landsitz etwa zwei Kilometer südlich von White Post. In Carlisle in Pennsylvania besuchte er das Dickinson College, wo Spencer Fullerton Baird Professor für  Naturgeschichte war. Baird führte dort biologische Exkursionen durch und weckte dadurch sein Interesse für die Ornithologie. 1849 machte er am Dickinson College seinen Abschluss als Bachelor of Arts und wechselte an die University of Pennsylvania zum Studium der Medizin. Dort erhielt er 1852 seinen Doktortitel (M.D.).
Kennerly hielt zeit seines Lebens den Kontakt mit Baird aufrecht, der 1850 als Berater zur Smithsonian Institution kam. Baird vermittelte Kennerly als Teilnehmer der von der US-Regierung finanzierten Pacific Railroad Survey (1853–1854). Bei dieser und auch den folgenden Expeditionen, an denen Kennerly teilnahm, fungierte er als Arzt und Naturforscher. Bei der Pacific Railroad Survey ging es um die Untersuchung  des Geländes für den Bau einer Eisenbahnverbindung entlang des 35. Breitengrads von Arkansas zur Mojave-Wüste. Von 1857 bis 1859 nahm Kennerly an der United States and Mexican Boundary Survey teil, bei der es neben der Festlegung des Grenzverlaufs auch um die Erforschung der Natur im Grenzgebiet ging. Anschließend war er Teilnehmer der Northwestern Boundary Survey (1857–1861), bei der die Grenze zwischen dem Washington-Territorium und dem heutigen Kanada, das zur damaligen Zeit britisches Staatsgebiet war, kartografiert wurde. Auch bei dieser Expedition lag ein Schwerpunkt auf der Erforschung der Natur.
Auf der Heimreise von der Northwestern Boundary Survey, die über den Isthmus von Panama führen sollte, starb Kennerly vier Tage nach dem Ablegen in San Francisco am 6. Februar 1861 an einer plötzlichen Hirnerkrankung und wurde auf See bestattet. Er wurde 32 Jahre alt. Nach seiner Heimkehr nach Virginia hatte er vorgehabt zu heiraten.

## Wirken
Kennerly leistete große Beiträge zur Erforschung der damals kaum bekannten Natur im Westen der Vereinigten Staaten. Sein Mentor Baird, mit dem er während der Expeditionen in Briefkontakt stand, würdigte ihn 1961 im Smithsonian Annual Report:

No one of the gentlemen who have labored so zealously to extend a knowledge of the natural history of the west within the last ten or twelve years has been more successful than Dr. Kennerly. Many new species have been first described by himself or from his collections, while his contributions to the biography of American animals have been of the highest interest.

„Keiner der Herren, die so eifrig zur Vergrößerung des naturgeschichtlichen Wissens im Westen während der letzten zehn oder zwölf Jahre beigetragen haben, war erfolgreicher als Dr. Kennerly. Viele neue Arten wurden von ihm oder auf Basis seiner Sammlungen erstbeschrieben, dabei sind seine Beiträge zur Lebensgeschichte amerikanischer Tierarten von höchstem Interesse gewesen.“

Er trug insbesondere viel zur ichthyologischen Sammlung der Smithsonian Institution bei. Viele von ihm gesammelte Exemplare waren Basis für  Erstbeschreibungen von Charles Frédéric Girard oder George Suckley, letzterer wurde nach dem Tod Kennerlys mit der Aufarbeitung des verbliebenen von ihm gesammelten Materials betraut. Girard widmete ihm 1856 mit Moxostoma kennerlii (heute Erimyzon sucetta) eine Saugkarpfenart, Suckley benannte 1861 mit Salmo kennerlyi (heute Oncorhynchus nerka) eine Lachsart nach ihm. Kennerly beschrieb als erster die nordamerikanische Unterart des Schwarzseglers (Cypseloides niger borealis), den er 1858 an der Küste des Puget Sound im heutigen US-amerikanischen Bundesstaat Washington beobachtete. Er konnte ein Exemplar dieses Seglers sammeln, der zunächst für eine neue Art gehalten wurde.